# Tuilage (musique)
Cet article concerne le chant. Pour l'opération mathématique, voir pavage.
Le tuilage est une technique de chant vocal.
On parle de tuilage lorsque plusieurs chanteurs chantent à tour de rôle, et que le chanteur qui prend la suite du premier répète les dernières syllabes du premier chanteur. Ainsi il n'y a jamais de pause dans la diction et le rythme, ce qui est particulièrement important pour les danseurs dans le cas de chants à danser par exemple.
Cette technique est utilisée traditionnellement en plusieurs endroits :
- en Albanie
- en Bretagne : le kan ha diskan emploie le tuilage.

## Exemple dukan ha diskan
En kan ha diskan, le premier chanteur (le kaner) chante la première phrase, et le second (le diskaner) l'accompagne sur la fin ; puis le second chanteur répète seul cette phrase avant d'être accompagné sur la fin par le premier chanteur, qui va ensuite entonner la seconde phrase. Ce tuilage peut être plus ou moins long selon les chanteurs : il intervient au minimum sur les deux dernières syllabes du vers, mais peut aller jusqu'à englober entièrement la deuxième moitié de la phrase chantée. Ainsi un tuilage court laisse plus de liberté d'interprétation à chacun des chanteurs tandis qu'un tuilage long permet de donner plus de puissance au chant.
Cet effet, ce passage de témoin, permet si nécessaire de relancer la danse (par exemple après la pause finale du pas de gavotte), préparer les danseurs à la fin de la danse, au passage à la danse suivante au sein d'une même suite de danses (par exemple au tamm kreiz qui suit la gavotte ou la dañs plin), au passage à la figure d'un bal…